# Víctor Manuel Arbeloa Muru
Víctor Manuel Arbeloa Muru (Mañeru, Navarra, 1 de gener de 1936) és un sacerdot navarrès, escriptor, expolític i ex dirigent del Partit Socialista de Navarra.

## Biografia
Després de fer estudis eclesiàstics al Seminari de Pamplona, va ser ordenat sacerdot. Llicenciat en Teologia i Història de l'Església a la Universitat Gregoriana. Va realitzar cursos de doctorat. Llicenciat en Filosofia i Lletres per la Universitat Complutense de Madrid. Coadjutor de la parròquia de San Juan d'Estella i Capellà d'emigrants espanyols a Alemanya, Països Baixos i Anglaterra. Professor de la Universitat Pontifícia de Salamanca. Pertany a la Societat d'Estudis Bascos i a l'Ateneu Navarrès.
Va ser un dels promotors del Partit Socialista Obrer Espanyol a Navarra en els darrers anys de la dictadura franquista. No obstant això, a les primeres eleccions generals espanyoles de 1977 va conformar juntament amb altres personatges independents de Navarra el Front Navarrès Independent, que no va obtenir cap representació. Després d'aquest fracàs, es va afiliar a l'Agrupació Socialista de Navarra del PSOE (aleshores integrada en el Partit Socialista d'Euskadi).
El 1979 va ser escollit Parlamentari Foral de Navarra per les llistes del PSOE i fou el primer President del Parlament de Navarra (1979-1983). Va ser escollit Senador pel PSOE en la primera (1979-1982) i segona legislatura (1982-1986). El 1987 va ser escollit Europarlamentari, i reescollit el 1989 fins a 1994. Ha estat membre de les Comissions Executives del PSN-PSOE entre 1982 i 1994. El 1986 va rebre la Creu de Sant Jordi de la Generalitat de Catalunya.
El 1996, després de la dimissió de Javier Otano Cid com apresident del Govern de Navarra i Secretari General del PSN-PSOE, va ser nomenat membre de la direcció provisional del PSN o Comissió Gestora, sent el seu President entre setembre de 1996 i juny de 1997, però va dimitir després de quedar les seves tesis en minoria dintre del PSN i cessar prèviament Juan José Lizarbe Baztán i Javier Remírez Apesteguía com membres de la Comissió Gestora. Des de llavors està allunyat de la política activa i posteriorment es va donar de baixa del PSN-PSOE (2002). Darrerament ha entrat en polèmica amb els seus antics companys de partit per criticar la política religiosa vers l'Església Catòlica del govern de la Segona República Espanyola i mostrar-se partidari d'un govern de coalició PSOE-UPN a Navarra després de les eleccions al parlament foral de 2007.

## Obres
- Orígenes del Partido Socialista Obrero Español, 1873-1880 (1972)
- Historia de la Unión General de Trabajadores (1975)
- Intelectuales ante la Segunda República Española (1981)
- La aventura del tú (1983)
- La corte protestante de Navarra (1527-1563) (1992)
- Arbeloa, Victor Manuel. La separación de la Iglesia y el Estado en España.  Mañana Editorial, 1977. ISBN 978-84-7421-007-1.
- Arbeloa, Victor Manuel. La Semana Trágica de la Iglesia en España (8-14 octubre de 1931).  Encuentro, 2007, p. 384. ISBN 84-7490-809-4.
- Arbeloa, Victor Manuel. La Iglesia que buscó la concordia.  Encuentro, 2008. ISBN 978-84-7490-944-9.
- Arbeloa, Victor Manuel. Clericalismo y anticlericalismo en España (1767-1930).  Encuentro, 2009. ISBN 978-84-9920-011-8.